# Pineda de Mar
Pineda de Mar es un municipio y localidad española de la provincia de Barcelona, en la comunidad autónoma de Cataluña. El término municipal, ubicado en la comarca del Maresme, tiene una población de 29 455 habitantes (INE 2024). 

## Toponimia
Pineda es el término catalán para Pinar, conjunto de pinos. Se trata de un municipio donde destaca superiormente el pino, como árbol del municipio, y además de Mar designa que también es un pueblo cerca del mar.

## Geografía
Pineda de Mar está situado entre los municipios de Calella y Tordera al oeste, Santa Susana al nordeste y el mar Mediterráneo al sur. El 10% del término municipal forma parte del parque natural del Montnegre y el Corredor.

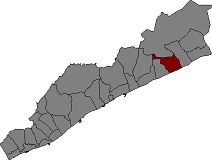
Situación de Pineda de Mar en la comarca del Maresme

Integrado en la comarca de El Maresme, se sitúa a 57 km de Barcelona. El término municipal está atravesado por la Autopista del Maresme (C-32), por la antigua carretera N-II entre los pK 669 y 671, que cruza la localidad, y por carreteras locales que se dirigen a Santa Susana y al Macizo del Montnegre. La línea ferroviaria del Maresme (línea 1 de Rodalies Renfe) cruza la población.
El relieve del municipio está caracterizado por la franja costera del Maresme situada entre Santa Susana y Calella y por las primeras elevaciones integradas en el Macizo del Montnegre y en el parque natural del Montnegre y el Corredor. La altitud oscila entre los 407 m (Turó de Llevant) y el nivel del mar. El pueblo se alza a 10 m sobre el nivel del mar.
| Noroeste: San Cipriano de Vallalta y Tordera | Norte: Tordera        | Noreste: Santa Susana     |
| Oeste: Calella                               |                       | Este: Santa Susana        |
| Suroeste: Calella                            | Sur: Mar Mediterráneo | Sureste: Mar Mediterráneo |

### Núcleos de población
El municipio está formado por cuatro distritos o entidades de población.
| Núcleo              | Habitantes |
| Can Carreres        | 360        |
| Can Feliu de Merola | 394        |
| Montessol           | 44         |
| Pineda de Mar       | 25 405     |

## Historia
El núcleo urbano de Pineda surge la sombra del castillo de Montpalau, en el siglo XVIII. La riera de Pineda ya atravesaba la población, como hoy en día, que marca el curso hidrológico más destacado de la zona. Originalmente, la villa fue muy castigada por los piratas, y más tarde sufrió la guerra contra Napoleón juntamente con los conflictos carlistas en uno de los cuales Pineda fue incendiada. Los restos arqueológicos de Montpalau (siglo III a. C.) certifican que se trata de un territorio viejo donde muchos íberos debían instalarse. No faltan, pero, muestras de construcciones góticas que nos dicen que Pineda se recuperó. Estas construcciones son masías arquitectónicas como Mas Cànovas, Cal Palau de la Guitarra, La Rectoría Vella, Cal Roig, Cal Teixidor y Cal Feliu de Rierola. La iglesia parroquial de Santa María del siglo XVII-XVIII (vemos entonces que Santa Maria era un nombre frecuente a la hora de designar las iglesias de El Maresme), y las capillas rurales: Mare de Deu de Gràcia, Sant Antoni, Sant Rafael y Sant Jaume, también son elementos arquitectónicos del patrimonio de Pineda.

## Demografía
Pineda de Mar cuenta con una población de 29 455 habitantes (INE 2024).
| Gráfica de evolución demográfica de Pineda de Mar entre 1842 y 2021 |
| |
| Población de derecho según los censos de población del INE. Población de hecho según los censos de población del INE.En estos censos se denominaba Pineda: 1842, 1857, 1860, 1877, 1887, 1897, 1900, 1910, 1920, 1930, 1940, 1950, 1960, 1970 y 1981. |

Pineda de Mar, al ser un municipio costero, tiene un crecimiento demográfico alto debido a la masiva construcción de viviendas de segunda residencia.
| 1497 | 1515 | 1553 | 1717 | 1787 | 1857 | 1877 | 1887 | 1900 |
| ---- | ---- | ---- | ---- | ---- | ---- | ---- | ---- | ---- |
| 122  | —    | 119  | 493  | 1663 | 1855 | 1609 | 1859 | 1807 |

| 1910 | 1920 | 1930 | 1940 | 1950 | 1960 | 1970 | 1981   | 1990   |
| ---- | ---- | ---- | ---- | ---- | ---- | ---- | ------ | ------ |
| 1889 | 2185 | 3275 | 3004 | 3188 | 3718 | 7776 | 11 739 | 15 858 |

| 1992   | 1994   | 1996   | 1998   | 2000   | 2002   | 2004   | 2006   | — |
| ------ | ------ | ------ | ------ | ------ | ------ | ------ | ------ | - |
| 16 587 | 17 475 | 17 884 | 18 585 | 20 057 | 21 958 | 23 539 | 25 504 | — |

## Comunicaciones

### Trenes
Hay una estación en Pineda de Mar a cerca de la playa de los Pescadores, la estación Pineda de Mar, donde pasa la R1 Dirección Maçanet-Massanes / Blanes y Mataró / Hospitalet de Llobregat y RG1 Dirección Portbou / Massanet-Massanas y Mataró / Hospitalet de Llobregat 

### Buses
Hay varias estaciones de buses urbanos (como Estación Rodalies de Pineda de Mar) en Pineda de Mar que pasan por la línea 691 de Sagalés (Pineda de Mar - Calella) e interurbanos que van a la Costa Brava, Barcelona etc.

## Administración y política
| Periodo   | Nombre                                                          | Partido |
| --------- | --------------------------------------------------------------- | ------- |
| 1979-1983 | José Aragonés Montsant                                          | AP      |
| 1983-1987 | José Aragonés Montsant                                          | AP      |
| 1987-1991 | Josep Lluís Fillat Claver                                       | PSC     |
| 1991-1995 | Josep Lluís Fillat Claver                                       | PSC     |
| 1995-1999 | Salvador Llorens Llinas                                         | CiU     |
| 1999-2003 | Joan Morell Comas                                               | CiU     |
| 2003-2007 | Joan Morell Comas                                               | CiU     |
| 2007-2011 | Xavier Amor Martín                                              | PSC     |
| 2011-2015 | Xavier Amor Martín                                              | PSC     |
| 2015-2019 | Xavier Amor Martín                                              | PSC     |
| 2019-2023 | Xavier Amor Martín                                              | PSC     |
| 2023-act. | Xavier Amor Martín (2023-2024) Sílvia Biosca Estopà (2024-act.) | PSC     |

### Gobierno municipal

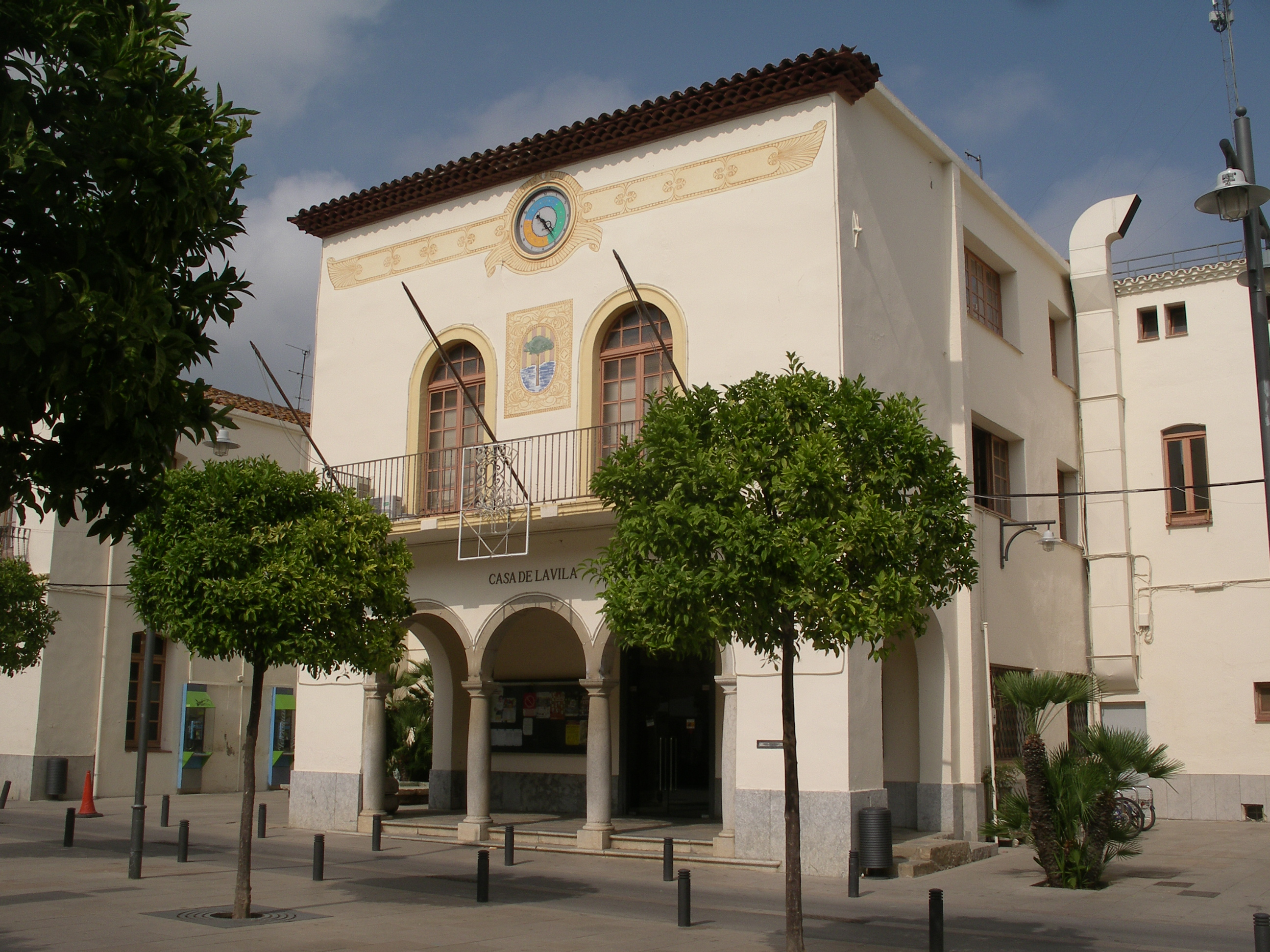
Ayuntamiento de la ciudad

| \| Partido político \| 2023 \| 2023 \| 2023 \| \| Partido político \| % \| Concejales \| \| \| Partido de los Socialistas de Cataluña \| 51,96 \| 13 \| \| \| Esquerra Republicana de Catalunya \| 17,73 \| 4 \| \| \| CM \| 8,77 \| 2 \| \| \| PP \| 7,14 \| 1 \| \| \| PECP-C \| 5,57 \| 1 \| \| |       |            |      |
| Partido político | 2023  | 2023       | 2023 |
| Partido político | %     | Concejales |      |
| Partido de los Socialistas de Cataluña | 51,96 | 13         |      |
| Esquerra Republicana de Catalunya | 17,73 | 4          |      |
| CM | 8,77  | 2          |      |
| PP | 7,14  | 1          |      |
| PECP-C | 5,57  | 1          |      |

## Economía
Durante la Edad Media los árboles fueron desapareciendo y los cultivos fueron ganando espacio. Esto hizo que antiguamente la agricultura y la pesca se desarrollasen mucho. Antes la agricultura y la pesca y ahora el sector turístico han sido la base económica de Pineda de Mar.
Normalmente como sede de segundas residencias y a veces como ciudad dormitorio. Pineda, es la ciudad más grande del "Alt Maresme" (Alto Maresme) y la tercera en todo el Maresme

## Patrimonio

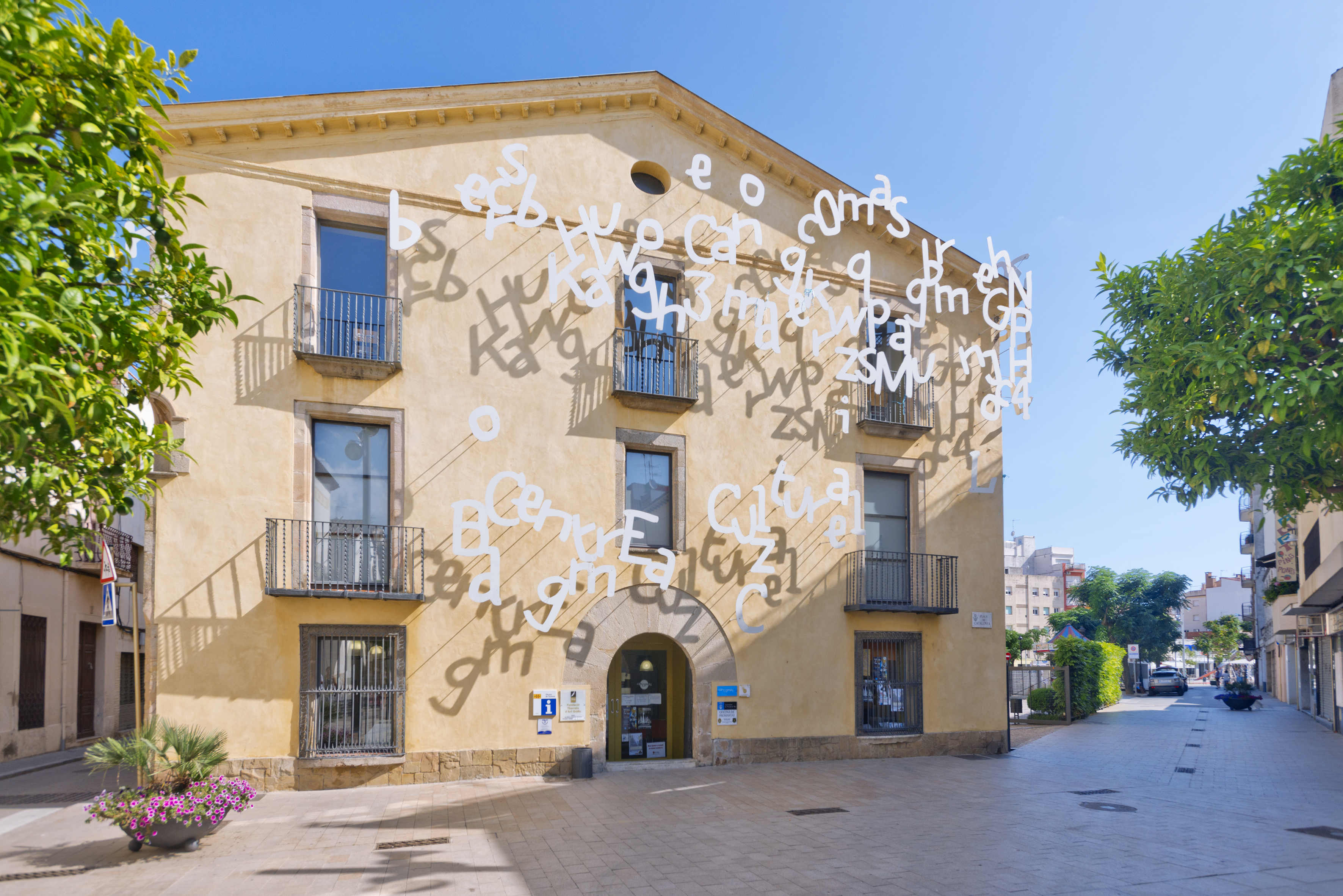
Espacio cultural Can Comas

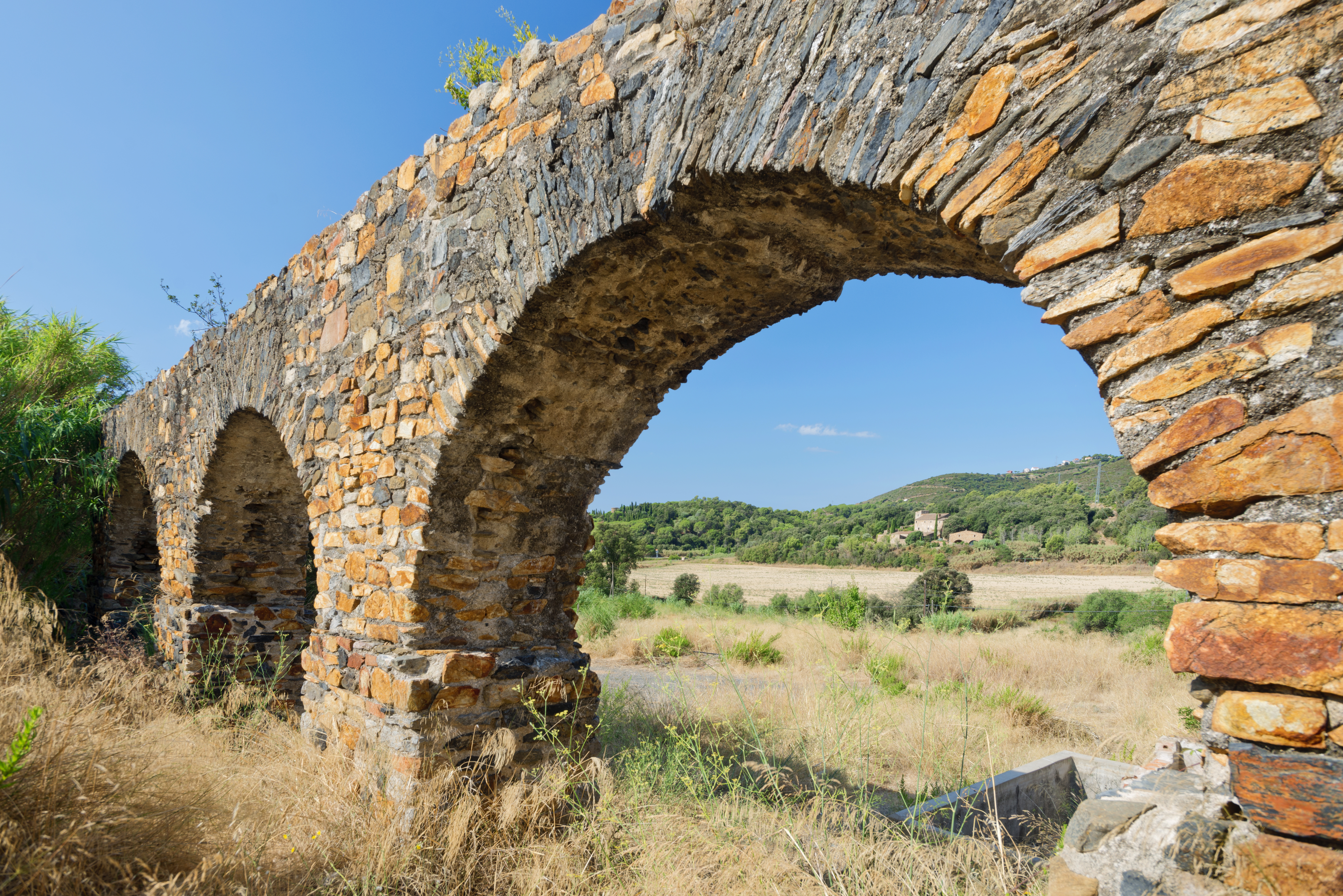
Acueducto romano de Can Cua

Nombradas en la historia las principales construcciones de Pineda, sería necesario señalar el famoso acueducto romano de Cal Cua, del cual actualmente sólo quedan cuatro arcos, la cruz del término gótico hasta Cal Quintana y otros edificios que quedan escondidos entre las callejuelas del pueblo.

## Entidad deportiva
Pineda es una ciudad aficionada al baloncesto y cuenta con un club como la Unió Esportiva i Recreativa Pineda de Mar que ha militado durante ocho temporadas en la máxima categoría del baloncesto nacional consiguiendo el 4º puesto en la temporada 1976-77 codeándose con Real Madrid, FC Barcelona y Joventut.

## Galeria

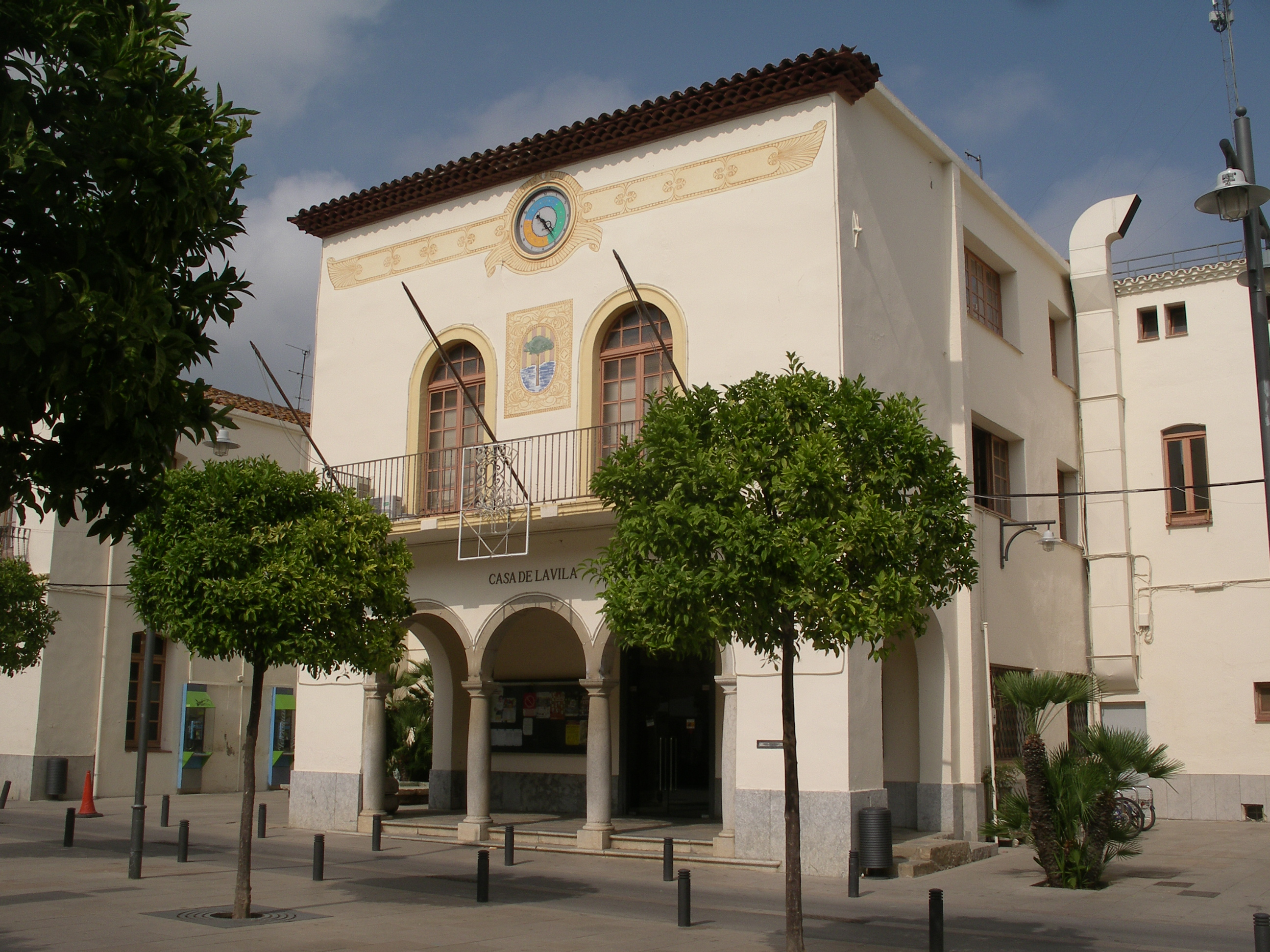
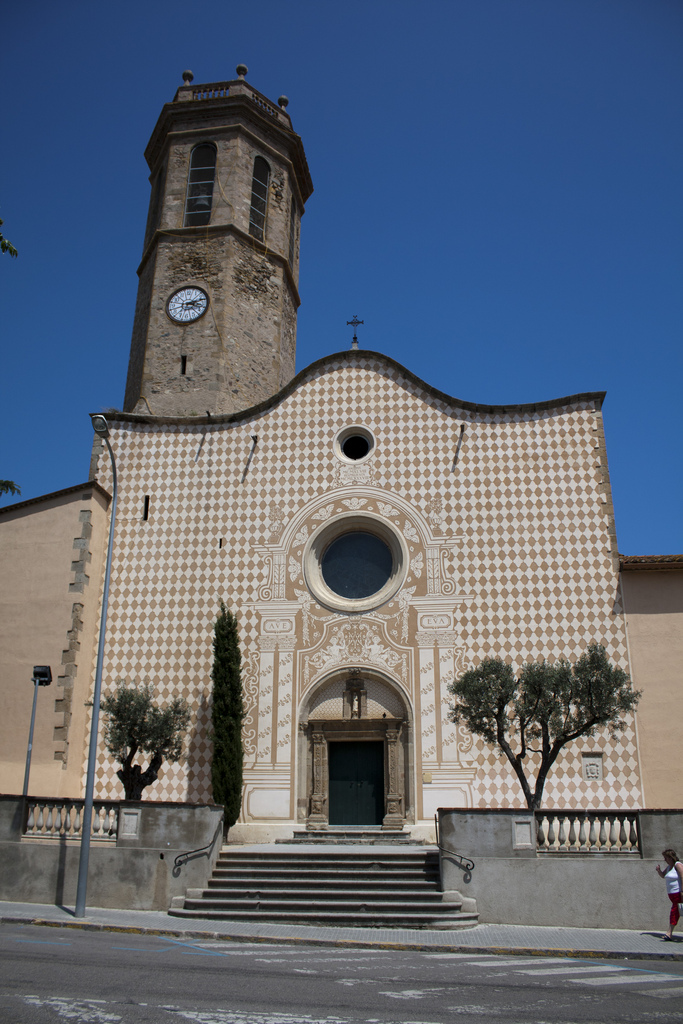
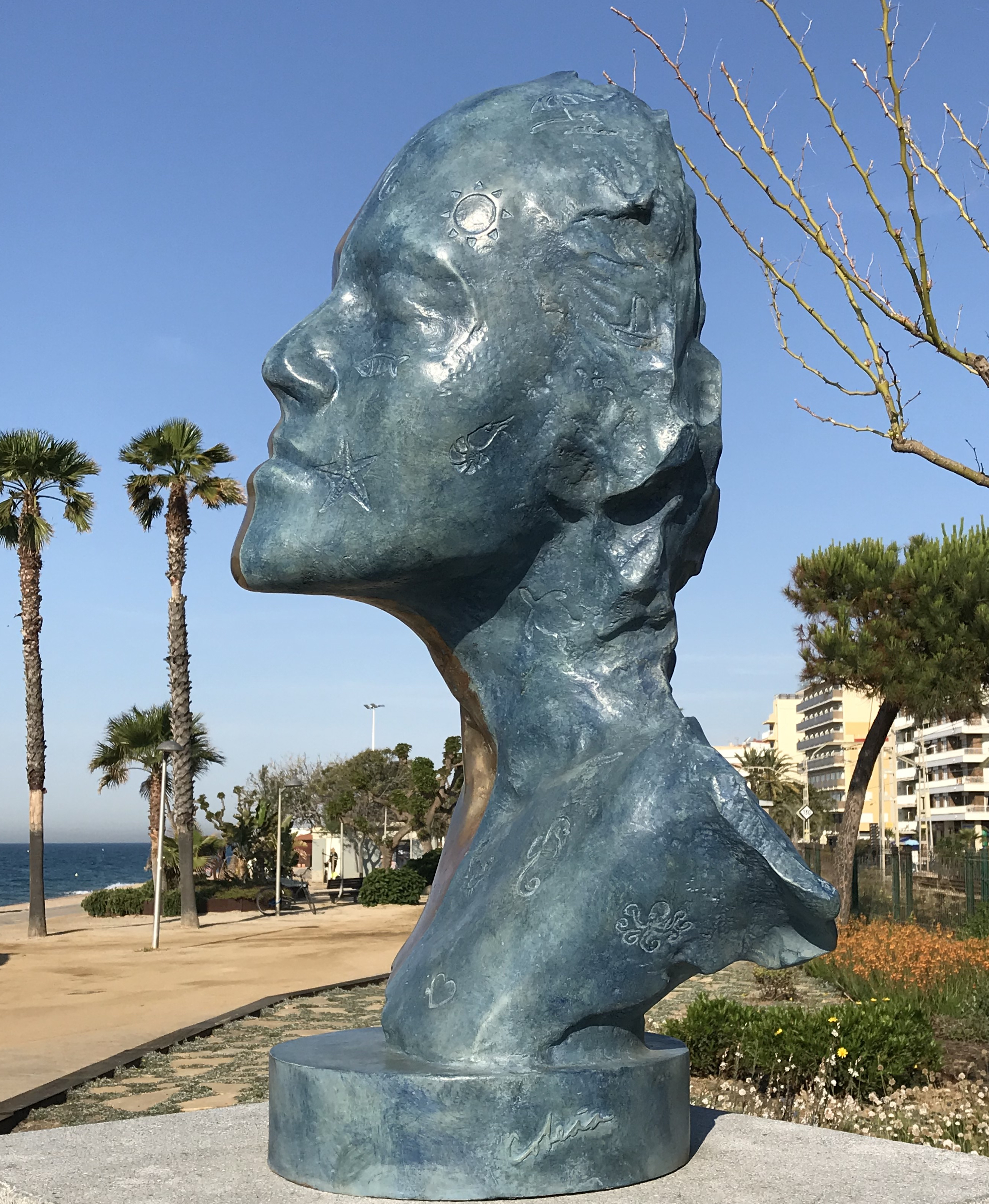

## Ciudades hermanadas
- Arles-sur-Tech (Francia)
- Frontignan (Francia)
- Loja (España)